# Am Taufichtig
Koordinaten: 50° 27′ 37″ N, 12° 54′ 35″ O

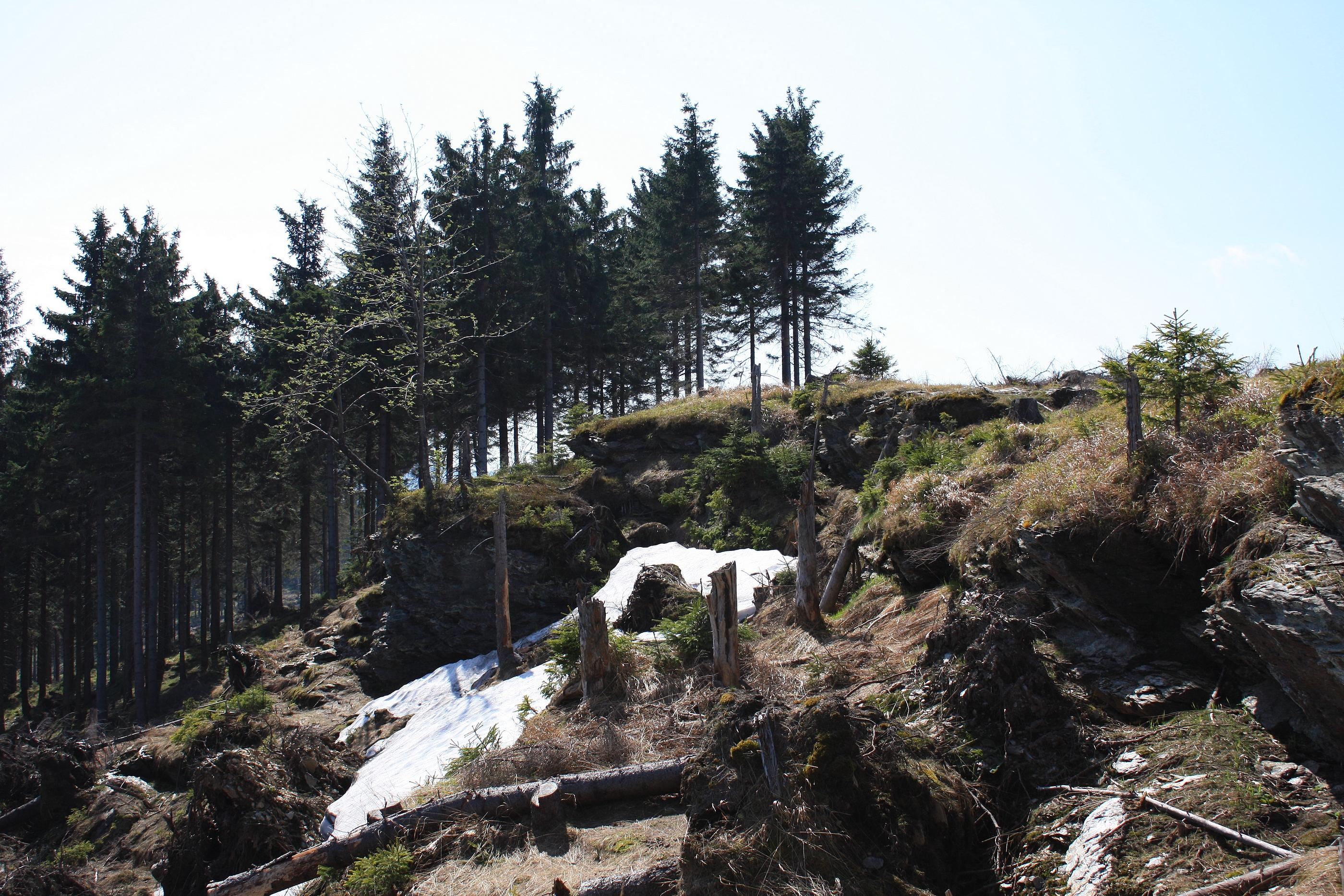
Naturschutzgebiet Taufichtig (April 2009)

Das Naturschutzgebiet Am Taufichtig liegt im Erzgebirgskreis in Sachsen. Das Gebiet erstreckt sich nordöstlich von Tellerhäuser, einem Ortsteil der Gemeinde Breitenbrunn/Erzgeb., und nordwestlich der Stadt Oberwiesenthal. Südwestlich des Gebietes verlaufen die S 271 und die Staatsgrenze zu Tschechien. Unweit südwestlich erhebt sich der 1002 Meter hohe Taufichtig, westlich erstreckt sich das rund 106,8 ha große Naturschutzgebiet (NSG) Zweibach und südöstlich das rund 21,6 ha große NSG Moor am Pfahlberg.

## Bedeutung
Das rund 36,6 ha große Gebiet mit der NSG-Nr. C 29 wurde im Jahr 1988 unter Naturschutz gestellt.